# Telenomus abdominalis
Telenomus abdominalis is een vliesvleugelig insect uit de familie van de Scelionidae. De wetenschappelijke naam van de soort is voor het eerst geldig gepubliceerd in 1971 door Kozlov.